# Evagjelia Veli
Evagjelia Veli (16 de julio de 1991) es una deportista albanesa que compite en halterofilia.
Ganó una medalla de oro en el Campeonato Europeo de Halterofilia de 2022, en la categoría de 55 kg. Participó en los Juegos Olímpicos de Río de Janeiro 2016, ocupando el octavo lugar en la categoría de 53 kg.

## Palmarés internacional
| Campeonato Europeo | Campeonato Europeo | Campeonato Europeo | Campeonato Europeo |
| Año                | Lugar              | Medalla            | Categoría          |
| ------------------ | ------------------ | ------------------ | ------------------ |
| 2022               | Tirana (Albania)   | Medalla de oro     | 55 kg              |